# Lucie Ferauge
Lucie Ferauge (21 de abril de 2000) es una deportista de Bélgica que compite en atletismo. Ganó una medalla de bronce en el Campeonato Europeo de Atletismo Sub-20 de 2019, en la prueba de 200 m.